# Torneo de Adecuación 2015 (Segunda División Venezolana)
El Torneo Adecuación 2015 del Fútbol profesional Venezolano de la Segunda División de Venezuela, comenzó el 19 de julio, con la participación de 18 equipos.
Los equipos Academia Puerto Cabello, Petroleros de Anzoátegui,  Deportivo JBL del Zulia,  REDI Colón y  Potros de Barinas hicieron su debut en la categoría de plata.

## Aspectos Generales

### Modalidad
El torneo consta de dos fases: la primera contará con la participación de 18 equipos divididos en 3 grupos de 6 equipos cada uno donde se enfrentarán en formato de ida y vuelta contra cada rival del grupo totalizando 10 partidos. Los 2 primeros posicionados de cada grupo avanzan a la segunda fase donde formarán un grupo único de 6 equipos enfrentándose a doble partido contra cada equipo. 
El primer lugar del grupo asciende a la Primera División mientras que el segundo lugar juega un play-off contra el penúltimo peor posicionado a eliminatoria de ida y vuelta por un cupo en la Primera División.
Los equipos posicionados del 3° al 6° lugar pasan a jugar el Torneo de Promoción y Permanencia contra los equipos clasificados del Torneo de Adecuación de Tercera división con quiénes conformarán 4 grupos de 6 equipos cada uno y se enfrentarán en un sistema de todos contra todos donde los equipos provenientes de Segunda División mantendrán la categoría, y se otorgarán 6 cupos de ascenso a los equipos mejores ubicados provenientes de la Tercera División.

## Ascensos y descensos
Intercambios entre la Primera División y la Segunda División